# Erichthodes arius
Espèce
Erichthodes arius est une espèce de papillons de la famille des Nymphalidae et de la sous-famille des Satyrinae et du genre Erichthodes.

## Dénomination
Erichthodes arius est décrit par Gustav Weymer en 1911 sous le nom initial d'Euptychia arius. 

## Écologie et distribution
Erichthodes arius est présent en Bolivie.

### Protection
Pas de statut de protection particulier